# HD89856
HD89856 — хімічно пекулярна зоря спектрального класу B8, що має видиму зоряну величину в смузі V приблизно  9,1.
Вона  розташована на відстані близько 1035,4 світлових років від Сонця.